# LongHorn Steakhouse
Pour les articles homonymes, voir Longhorn.
Longhorn Steakhouse est une chaîne de restaurants, d'origine américaine, mais également implantée en Australie.
Longhorn s'est spécialisé dans la vente de viandes de toutes sortes, dans un décor style western, et avec de la musique country en fond sonore.